# Goede Week
De Goede Week (ook wel Stille Week, Heilige Week, Grote Week of lijdensweek genoemd en in het Latijn: Hebdomas Sancta of Hebdomas Maior) is in het christendom de naam voor de week waarin de gebeurtenissen worden herdacht rondom het lijden, sterven en verrijzen van Jezus. Het zijn de laatste zeven dagen van de grote vastentijd. In deze week worden Witte Donderdag en Goede Vrijdag herdacht.
De Goede Week en Pasen wordt in het algemeen als de belangrijkste liturgische hoogdagen beschouwd; al wordt Kerstmis, tenminste in het Westen, door het volk uitbundiger gevierd. De Goede Week heeft als zwaartepunt het Triduum Sacrum dat bestaat uit de drie herdenkingsdagen Witte Donderdag, Goede Vrijdag en Stille Zaterdag.
Daar waar de Tridentijnse ritus gebruikt wordt, duurt deze passietijd nog een week langer, omdat men al een week eerder begint met het lezen van het lijdensverhaal, namelijk op Passiezondag, de zondag voor Palmzondag.

## Indeling
Korte beschrijving van de gebeurtenissen per dag volgens de gangbare interpretatie van de Bijbelse gegevens. 
| Datum in jodendom | Christelijke benaming                | Gebeurtenis | Beschreven in                                   |
| ----------------- | ------------------------------------ | --- | ----------------------------------------------- |
| 10 nisan          | Palmzondag of palmpasen              | Intocht van Jezus in Jeruzalem op een ezel. Hij werd met palmtakken verwelkomd als de nieuwe messias. Jezus bezocht de tempel en ging weer terug naar Betanië. | Marcus 11:1-11 Johannes 12:12-18                |
| 11 nisan          | Heilige Maandag                      | Jezus bezocht de Joodse tempel en voerde de tempelreiniging uit, waarbij Hij handelaars uit de tempel joeg en zei: "Er is geschreven: Gods huis moet een huis van gebed zijn. Maar wat hebben jullie ervan gemaakt? Een rovershol!" Daarna sprak Hij elke dag in de tempel. De hogepriesters, de schriftgeleerden en de leiders van het volk wilden Hem uit de weg ruimen. Maar zij wisten niet hoe. Want het volk hing aan Zijn lippen. | Lucas 19:45-48                                  |
| 12 nisan          | Heilige Dinsdag                      | Jezus veroordeelde de godsdienstleraren en farizeeërs als huichelaars: "De godsdienstleraars en de farizeeërs moeten de wet van Mozes handhaven. U moet precies doen wat zij zeggen. Maar hun voorbeeld mag u beslist niet volgen. Ze doen zelf niet wat zij zeggen". | Matteüs 23                                      |
| 13 nisan          | Schortelwoensdag of Heilige Woensdag | Het Sanhedrin kwam samen en besloot Jezus uit de weg te ruimen en dit nog voor het Pesachfeest. Judas Iskariot bood aan Jezus aan hen uit te leveren. | Lucas 22:1-6                                    |
| 14 nisan          | Groene of Witte Donderdag            | Voorbereiding van het Laatste Avondmaal en voetwassing. Tijdens de maaltijd vond de instelling van de communie plaats en voorspelde Jezus wat er zou gaan gebeuren. Plots verliet Judas de tafel. Na het avondmaal gingen Jezus en de resterende apostelen naar Getsemane, een tuin op de helling van de Olijfberg. Onderweg zei Jezus tegen hen: "Vannacht zullen jullie mij allemaal in de steek laten". Petrus protesteerde: "Al laat iedereen U in de steek, ik niet!" "Petrus", antwoordde Jezus. "De waarheid is dat jij voordat vannacht een haan kraait, drie keer zult beweren dat je Mij niet kent". Jezus ging bidden om sterkte. Later die avond kwam Judas bij Jezus met een hele troep mannen die door de hogepriesters en de oudsten van het volk waren gestuurd, gewapend met zwaarden en knuppels. Judas verraadde Jezus met een kus. | Matteüs 26:31-49 Marcus 14:32 Johannes 13: 1-30 |
| 15 nisan          | Goede Vrijdag                        | Gedurende de nacht wordt Hij heen en weer gesleept tussen Pontius Pilatus en Herodes Antipas. Tussen acht en negen uur 's ochtends wordt Jezus gekruisigd, tussen twee moordenaars. Drie uur later wordt het donker op heel de aarde, tot drie uur 's middags. Dan sterft Jezus. De aarde schudt, het voorhangsel in de tempel scheurt van boven naar beneden en doden staan op. Nog voor zonsondergang wordt Hij begraven. | Matteüs 27:45                                   |
| 16 nisan          | Stille Zaterdag of paaszaterdag      | De hogepriesters en farizeeën gingen naar Pilatus en vroegen of het graf zou worden verzegeld en bewaakt. Toen de sjabbat voorbij was, kochten Maria Magdalena, Salomé en Maria, de moeder van Jakobus, kruiden om het lichaam van Jezus te balsemen. | Matteüs 27:62-66 Marcus 16:1                    |

## Lokale gebruiken
- Spanje: in heel het land, maar vooral in Andalusië, gaat de Goede Week (Semana Santa) gepaard met veel tradities.

|  |  |

Palmzondag · Schortelwoensdag · Witte Donderdag · Goede Vrijdag · Stille Zaterdag · Paaswake · Pasen